# 秦英之
秦 英之（はた ひでゆき、1972年10月5日 - ）は、日本の元アメリカンフットボール選手。実業家。

## 人物
南米ベネズエラ生まれ。3歳で日本に帰国し、その後父親の転勤に伴い、アメリカペンシルバニア州フィラデルフィアにて小学校を過ごす。卒業後、日本に帰国し、鎌倉市立御成中学校に入学。私立桐光学園高等学校に入学。再び父親の転勤により、フィラデルフィア郊外の私立ザ・ハーバーフォード・スクール高校に編入。高校卒業後、明治大学法学部法律学科に入学。1996年3月卒業。
大学卒業後、ソニー入社。リチウムイオン電池事業に携わり、海外営業を経験。その後、米国ソニーへ転勤となり、役員戦略秘書を経て、2006年に本社へ。本社ではブランドマネジメント部。ブランドマネジメント部ではFIFAとのトップパートナーシップ等、全世界を束ねるグローバル戦略の構築を担当。2012年9月にANDY株式会社を設立。2013年、スポーツ専門の調査コンサルティング会社、レピュコムの日本法人代表に就任。その後、ニールセンがレピュコムを買収。2018年に日本法人代表及び北アジア地域代表に就任。2019 年にはONE Championship Japan代表取締役社長に就任した。
Jリーグマーケティング委員なども務め、TVなどのメディアでコメンテーターとしての出演も行う。2020年3月よりJリーグ特任理事に就任。その他には、社団法人東大ウォリアーズ（東京大学アメリカンフットボール部）アドバイザリーメンバーや英国調査会社、YouGovシニアアドバイザー、公益財団法人 日本フラッグフットボール協会理事。
2022年6月より、Bリーグ三遠ネオフェニックスの国際部門バイスプレジデント兼ジェネラルマネージャーに就任。就任後、日本のスポーツチームでは史上初となる、米国ハーバード大学とのスポーツアナリティクス パートナーシップ提携。
家族は、父と母、兄弟二人。妻は元プロバスケットボール選手の中川聴乃。父は商社勤務で、南米ベネズエラ、米国フィラデルフィアで海外駐在。フィラデルフィア時代には、日米関係の発展に多大に寄与し、その功績を称えられ、当時のウィルソン・グッド市長からフィラデルフィア名誉市民の称号を贈られる。父方の祖父は、衆議院議員の土屋興、叔父には東宝社長などを務めた秦豊吉。従兄弟は、三菱商事会長の槇原稔、再従兄弟には、市川團十郎 (12代目)、松本白鸚 (2代目)などがいる。母方の高祖父は、大分県中津市出身の小幡篤次郎。祖父は、日本メソジスト監督教会の監督の鵜崎庚午郎。叔父には、福岡県知事を務めた鵜崎多一などがいる。

## 経歴
小学校アメリカ時代に、野球、アメリカンフットボール、バスケットボール、ゴルフ、テニスなどを始める。中学校で日本に帰国した際は、バスケットボール部に入部。鎌倉選抜に選出。高校入学時には、ラグビー部に所属。ポジションはロック。1年から試合出場。米国高校では、アメリカンフットボール部に所属。3年の時には、マービンハリソン(NFLインディアナポリスコルツ)が所属するロマン・カソリック高校との試合では、攻撃(オフェンスガード)と守備(ラインバッカー)として先発出場し、勝利に貢献。所属するインターアックリーグの選抜候補に選出。
大学では、アメリカンフットボール部の明治大学グリフィンズに所属、ポジションはラインバッカー。1年の春から随時出場するが、秋のリーグ戦の途中で右肩の脱臼により離脱。2年の春から復帰するものの、再び右肩を脱臼し離脱。その後手術を行い、リハビリに専念するため、シーズンを通して欠場。3年の時には復帰し、春のオープン戦から全試合フル出場する。4年の時は、副主将兼主務として活躍。春の関西学院大学ファイターズとの定期戦では、左腕を骨折。秋のリーグ戦には復帰し、優勝候補の専修大学グリーンマシーンなどの撃破に貢献。東西学生オールスター戦の関東代表選手などに選出。1996年明大卒業後、同時に母校のコーチを1年間務める。
1997年より社会人Xリーグチームのアサヒビールシルバースターに入団。ポジションはラインバッカー。1年目は随時出場し、春の社会人選手権(パールボウル)に出場、リクルートシーガルズに敗れ、準優勝。秋の社会人選手権では準決勝で松下電工インパルスに敗退。2年目は、春に左足首を骨折し、離脱。秋のリーグ戦は後半から復帰。チームは社会人選手権決勝(東京スーパーボウル)まで進むが、リクルートシーガルズに敗退。3年目は、春から出場。社会人選手権及びライスボウル（日本選手権）優勝などの業績を残し、1999年シーズンを最後に引退。
引退後は、米国ソニーでの駐在などを経て、2006年より、ソニーではブランドマネジメント部に所属し、FIFA(国際サッカー連盟)とのプロジェクトに参画し、トップパートナーとしての戦略構築及び推進を行う。2012年にソニーを退社。
2012年9月にANDY株式会社を設立。
2013年よりスポーツリサーチの世界最大手のレピュコム(2016年よりニールセンスポーツに変更)に入社、日本代表を務める。Jリーグ提携、プロ野球チーム(阪神、楽天)を皮切りに、日本におけるスポンサーシップ効果測定を数々導入。その後、ラグビーワールドカップやオリンピックの日本開催が決定したことにより、数々のスポンサー企業のコンサルティング業務を行う。
2016年2月よりJリーグマーケティング委員。
2018年より、ニールセンスポーツ北アジア(日本、韓国、中国)代表に就任。韓国、中国におけるスポンサーシップ効果測定の定着に取り組み、スポーツ団体、企業との事業を展開。国内では、2020年東京オリンピック・パラリンピック組織委員会チケット有識者会議の委員などを務める。2019年1月に退社。
2019年2月より、アジア最大の格闘技団体、ONEチャンピオンシップの日本代表に就任。3月、10月には両国国技館にて日本大会を開催。
2020年に入り、コロナ禍の影響で、全世界の興行がストップし、日本大会開催にも影響。
2020年3月よりJリーグ特任理事に就任。
2022年5月にONEチャンピオンシップを退社。
2022年6月1日より、Bリーグ所属の三遠ネオフェニックスに国際部門バイスプレジデント兼ジェネラルマネージャーに就任。7月には、日本プロスポーツ団体としては、初めて米国ハーバード大学とデータアナリティクスの提携を行う。2022年/23年度シーズンは、23勝37敗、中地区6位。
2023年/24年度シーズンは、46勝14敗、中地区1位、クラブ史上初の中地区優勝を決める。CS（チャンピンシップシリーズ）にB1リーグ全体の2位で出場するものの、準々決勝にて、広島に敗れ敗退。
2024年6月に三遠ネオフェニックス国際部門バイスプレジデント兼ジェネラルマネージャーを退任。
2025年2月1日より広島県版のスポーツコミッション「スポーツアクティベーションひろしま（ＳＡＨ）」の代表に就任。

## 参考
- スポーツの価値を正しく評価することが大事
- 秦 英之|VICTORY
- ONE Championship日本代表取締役社長　秦 アンディ英之インタビュー　ONEには日本のスポーツを変える力がある
- こだわりを持って行動し、新たな価値観を創り出す。総合格闘技「ONE」代表・秦アンディ英之の、強い組織づくりの“原点”
- 飛行機の中での映画と睡眠が「脳の健康」を保つ【秦アンディ英之氏】
- Ｊリーグ特任理事にサプライズ選出された、格闘技界の風雲児“アンディ秦”とは何者か
- 三遠ネオフェニックス国際部門VP兼GM 秦アンディ英之氏「スポーツに救われた経験がビジネスの原動力」
- 技術と人を編み合わせる「勝つチーム作り」とは
- スポーツを媒介したにした文化交流の原点と意義
- Bリーグ・下位常連の三遠を地区優勝に導いた、ハーバード大との連携「データ活用術」とは
- How numbers man Andy Hata helped NeoPhoenix rise from the ashes in basketball league